# Air-France-Flug 007
Der Air-France-Flug 007 (Flugnummer: AF007, Funkrufzeichen: AIRFRANS 007) war ein interkontinentaler Charterflug der Air France von Paris nach Houston mit geplanten Zwischenstopps in New York City und Atlanta am 3. Juni 1962. Auf diesem Flug verunglückte eine Boeing 707-328 der Air France beim Start vom Flughafen Paris-Orly. Bei dem Unfall kamen 130 von 132 Menschen an Bord ums Leben, nur zwei Flugbegleiterinnen überlebten.

## Flugzeug
Bei der verunglückten Maschine handelte es sich um eine Boeing 707-328, die 1960 im Werk von Boeing auf dem Boeing Field im US-Bundesstaat Washington als die 159. Boeing 707 aus laufender Produktion mit der Werksnummer 17920 endmontiert wurde und zum Zeitpunkt des Unfalls ein Jahr und neun Monate alt war. Der Erstflug der Maschine erfolgte am 24. August 1960, am 21. September 1960 wurde sie an die Air France ausgeliefert, wo sie mit dem Luftfahrzeugkennzeichen F-BHSM in Betrieb ging. Die Maschine erhielt den Taufnamen Chateau de Sully. Das vierstrahlige Langstrecken-Schmalrumpfflugzeug war mit vier Mantelstromtriebwerken des Typs Pratt & Whitney JT4A-9 ausgestattet. Bis zum Zeitpunkt des Unfalls hatte die Maschine 4.491 Betriebsstunden absolviert.

## Besatzung
Die zehnköpfige Besatzung bestand aus einem Flugkapitän, einem Ersten Offizier, einem Flugingenieur, einem Navigator, einem Purser, drei Flugbegleiterinnen und zwei Flugbegleitern. Alle Besatzungsmitglieder hatten die französische Staatsangehörigkeit.

### Cockpitbesatzung
- Der 39-jährige Flugkapitän Roland-Paul Hoche (* 11. Juli 1922 in Dommary-Baroncourt, wohnhaft in Varenne-Saint-Hilaire) war seit Mai 1946 bei der Air France beschäftigt, seit dem 22. April 1961 war er zum Flugkapitän an Bord der Boeing 707 zertifiziert. Er verfügte auch über Musterberechtigungen für die Flugzeugtypen Douglas DC-3, Douglas DC-4, Sud-Est SE.161, Lockheed L-749 Constellation, Lockheed L-1049 Super Constellation und Sud Aviation Caravelle. Seine gesamte Flugerfahrung belief sich auf 14.225 Stunden, davon hatte er 743 Stunden auf der Boeing 707 absolviert.
- Der 40-jährige Erste Offizier Jacques-Marcel Pitoiset (* 8. August 1921 in Paris, wohnhaft in Milly-la-Forêt) gehörte seit dem 1. Juli 1946 der Air France an. Er war zum Flugkapitän der Douglas DC-3 zertifiziert, außerdem zum Ersten Offizier in Maschinen der Typen Lockheed L-749 Constellation, Lockheed L-1049 Super Constellation, Lockheed L-1649 Starliner und Boeing 707. Letztere Berechtigung hatte er am 12. August 1960 erworben. Pitoiset verfügte über eine kumulierte Flugerfahrung von 15.194 Stunden, wovon er 1.407 Stunden auf der Boeing 707 absolviert hatte.
- Der 42-jährige Flugingenieur Robert-Gaston Barres (* 26. Dezember 1919 in Floirac (Gironde), wohnhaft in Paray-Vieille-Poste) gehörte der Air France seit dem 13. April 1948 an. Seine kumulierte Flugerfahrung belief sich auf 13.056 Stunden, davon war er 828 Stunden auf der Boeing 707 geflogen.
- Der 42-jährige Navigator Raymond Gautrand (* 15. September 1919 in Ars-sur-Moselle, wohnhaft in Paris) wurde am 15. November 1955 durch die Air France eingestellt. Er verfügte über 15.274 Stunden Flugerfahrung, wovon er 721 Stunden auf der Boeing 707 absolviert hatte.

### Kabinenbesatzung
- Die 25-jährige Flugbegleiterin Marie-Geneviève Barot (* 17. April 1937 in Reims, wohnhaft in Paris) flog seit dem 2. Mai 1961 für die Air France.
- Die 24-jährige Flugbegleiterin Jacqueline Gille (* 27. Juni 1937 in Dieppe, wohnhaft in Aïn Taya, Algerien) hatte ihr Arbeitsverhältnis mit der Air France am 2. November 1959 begonnen.
- Die 23-jährige Flugbegleiterin Françoise Authie (* 3. März 1939 in Cauderan, wohnhaft in Paris) gehörte der Air France seit dem 20. Juli 1960 an.
- Der 42-jährige Purser Robert Mancel (* 3. November 1919 in Paris, wohnhaft in Sartrouville) war seit dem 15. Juni 1948 bei der Air France beschäftigt.
- Der 41-jährige Flugbegleiter François Gutrupi (* 23. Oktober 1920 in Taurianova, Italien, wohnhaft in Paris) war zum 5. Mai 1949 durch die Air France eingestellt worden.
- Der 39-jährige Flugbegleiter Robert Lugon (* 19. Februar in Lyon, wohnhaft in Clichy) war seit dem 8. März 1954 bei der Air France angestellt.

## Passagiere
An Bord der Maschine befanden sich 122 Passagiere, von denen 20 in der Ersten Klasse saßen und 102 in der Economy Class. Alle Passagiere hatten die US-amerikanische Staatsangehörigkeit. Von den Passagieren stammten 106 Personen aus Atlanta, diese waren Mäzene der dortigen Kunstszene. Sie befanden sich auf der Rückkehr von einer einmonatigen Europarundreise, die durch die Atlanta Art Association gefördert wurde und auf der die Reisenden die Kunstschätze Europas besichtigen sollten.

## Unfallhergang
Mit der Maschine sollte an diesem Tag ein transatlantischer Charterflug von Paris nach Houston in Texas durchgeführt werden, Zwischenstopps waren in New York und Atlanta vorgesehen. Der Start verzögerte sich erheblich, da nicht alle Passagiere rechtzeitig am Flughafen eintrafen. Die Piloten erhielten um 13:32 Uhr Ortszeit die Freigabe zum Start von der Startbahn 08. Die Piloten gaben beim Start vollen Schub. Während des Startlaufs beschleunigte das Flugzeug zwar zunächst normal und blieb mittig zur Startbahn ausgerichtet. Die Entscheidungsgeschwindigkeit wurde bei 147 Knoten (ca. 272 km/h) nach 1.500 Metern des Startlaufs erreicht. Es folgte die Rotationsgeschwindigkeit von 158 Knoten (ca. 293 km/h). Etwa 48 Sekunden nach Beginn des Startlaufs und 1.800 Meter vom Startpunkt entfernt zog der Kapitän die Steuersäule zu sich, um die Maschine rotieren zu lassen. Rund 2.100 Meter hinter dem Startpunkt hob zwar das Bugfahrwerk leicht von der Landebahn ab, aber das Hauptfahrwerk blieb am Boden. Die Maschine verblieb für vier bis sechs Sekunden in dieser Position ohne abzuheben. Obwohl das Flugzeug mit 179 Knoten (ca. 332 km/h) die Entscheidungsgeschwindigkeit bereits deutlich überschritten hatte, bei der der Start innerhalb der verbleibenden Landebahnlänge sicher hätte abgebrochen werden können, blieb den Piloten keine andere Wahl, als einen Startabbruch einzuleiten. Sie betätigten 680 Meter vor dem Startbahnende die Fahrwerksbremsen und fuhren die Triebwerke in den Umkehrschub, dabei wurde die Maschine so stark abgebremst, dass dichter schwarzer Rauch von den Reifen des Hauptfahrwerks kam und diese schließlich versagten. Nach 250 Metern Bremsweg rollte die Maschine leicht nach links und die Auftriebshilfen wurden auf 50 Grad ausgefahren. Die Maschine wurde dann abrupt nach Steuerbord gelenkt, offenbar, weil die Piloten versuchten, die Boeing durch einen Ringelpiez abzubremsen. Aufgrund der hohen Geschwindigkeit war dieses Manöver jedoch nicht durchführbar. Die Maschine rollte über das Startbahnende hinaus und in Richtung des Stadtgebiets des Ortes Villeneuve-le-Roi. Das linke Hauptfahrwerk riss aufgrund des unebenen Geländes und der hohen Geschwindigkeit von 160 Knoten (ca. 296 km/h) rund 110 Meter hinter dem Startbahnende ab und anschließend wurde auch Triebwerk Nr. 2 abgerissen. Die Maschine kollidierte anschließend mit der Anflugbefeuerung, welche ein beträchtliches Hindernis darstellte. Die Maschine begann auseinanderzubrechen, als sie die Mulde hinter der Verlängerung der Startbahn erreichte. Der vordere Rumpfteil prallte gegen ein Haus und eine Garage. Die Cockpitsektion brach dann ab, der Rest der Maschine kam 100 Meter weiter, in 550 Metern Entfernung zum Startbahnende, auf der Anfluggrundlinie zum Stehen. Ein Brand brach aus.

## Opfer und Überlebende
Bei dem Unfall wurden alle 122 Passagiere und 8 der 10 Besatzungsmitglieder getötet. Im Heck der Maschine überlebten zwei Flugbegleiterinnen leicht verletzt. Ein weiterer Flugbegleiter, der schwer verletzt wurde, starb später an seinen Verletzungen.

## Ursache
Das Bureau d’Enquêtes et d’Analyses pour la sécurité de l’aviation civile (BEA) leitete die Unfalluntersuchung. Im Zuge der Flugunfalluntersuchung stellte sich heraus, dass die Maschine beim Start erheblich vertrimmt war, so sehr, dass eine für die Piloten nicht zu überwindende Last auf die Steuersäule ausgeübt wurde. Als Ursache hierfür wurde ein Defekt am Stellmotor des Trimmsystems der Flettner-Ruder ermittelt.

## Bedeutung und Kontext
Es handelte sich zu diesem Zeitpunkt um den weltweit schwersten Flugunfall unter Beteiligung von nur einer Maschine und den ersten eines einzigen zivilen Verkehrsflugzeugs mit mehr als 100 Todesopfern. Bis zum Unfall einer Boeing 727 auf All-Nippon-Airways-Flug 60 dreieinhalb Jahre später blieb es der schwerste Flugunfall unter Beteiligung von nur einer zivilen Maschine. Es war außerdem bis zum Flugunfall bei Kano 1973 der schwerste Flugunfall einer Boeing 707 und bis zum Air-France-Flug 447 der schwerste der Air France. Bis zum Flugunfall auf dem Turkish-Airlines-Flug 981 war es zudem der schwerste Flugunfall in Frankreich.
Im selben Monat ereignete sich der Unfall einer weiteren baugleichen Maschine auf dem Air-France-Flug 117 mit 113 Toten.

## Reaktionen
Da bei dem Unfall besonders viele Bürger der Stadt Atlanta ums Leben gekommen waren, reiste der Bürgermeister der Stadt, Ivan Allen Jr., zur Unfallstelle.
Während ihres Besuchs in Paris hatten die Kunstförderer von Atlanta das Gemälde Arrangement in Grau und Schwarz: Porträt der Mutter des Künstlers im Louvre gesehen. Ende 1962 schickte der Louvre als symbolische Geste das Gemälde nach Atlanta, wo es im High Museum of Art ausgestellt wurde.
Der Unfall ereignete sich in Zeiten der Bürgerrechtsbewegung in den Vereinigten Staaten. Der Bürgerrechtler Martin Luther King Jr. und der Entertainer und Aktivist Harry Belafonte sagten als Reaktion auf den Unfall eine Sitzblockade in der Innenstadt von Atlanta zum Protest gegen die Segregation ab. Malcolm X, der Anführer der Nation of Islam, sprach in Los Angeles und zeigte sich erfreut über den Tod der rein weißen Gruppe aus Atlanta. Er bezeichnete in seiner Rede den Unfall als Handlung Gottes. Der Bürgermeister von Los Angeles, Sam Yorty, verurteilte diese Äußerungen, Martin Luther King Jr. distanzierte sich von der Rede seines Mitstreiters. Dieser Zwischenfall war der erste, durch den Malcolm X landesweite Aufmerksamkeit erhielt.
Andy Warhol fertigte am Tag nach dem Unfall sein Werk 129 Die in Jet! an, welches durch die Titelseite des New York Daily Mirror inspiriert war.
In Erinnerung an die Opfer des Unfalls wurde 1968 das Woodruff Arts Center eröffnet, welches ursprünglich Memorial Arts Center hieß.

## Flugnummer
Die Flugnummer 7 (ICAO: AFR007) ist bei der Air France auch heute noch in Gebrauch. Die Fluggesellschaft führt unter dieser Flugnummer Flüge vom John F. Kennedy International Airport zum Flughafen Paris-Charles de Gaulle durch. Der Flug von Paris nach New York wird unter der Flugnummer 6 durchgeführt. Auf der Strecke werden abwechselnd Maschinen der Typen Airbus A380 und Boeing 777 eingesetzt.